# بزرگراه میان‌ایالتی ۷۲
بزرگراه میان ایالتی ۷۲ (به انگلیسی: Interstate-72، مخفف:I-72) یکی از بزرگراه‌های میان ایالتی آمریکاست. که مسیر شرقی-غربی داشته و زیرمجموعه دارد.